# نيكولاس ثوربورن
نيكولاس ثوربورن هو كاتب أغاني ومغني كندي، ولد في 27 نوفمبر 1981 في كامبل ريفر في كندا.

## وصلات خارجية
- نيكولاس ثوربورن على موقع IMDb (الإنجليزية)
- نيكولاس ثوربورن على موقع ميوزك برينز (الإنجليزية)
- نيكولاس ثوربورن على موقع ميوزك برينز (الإنجليزية)
- نيكولاس ثوربورن على موقع ميوزك برينز (الإنجليزية)
- نيكولاس ثوربورن على موقع أول ميوزيك (الإنجليزية)
- نيكولاس ثوربورن على موقع ديسكوغز (الإنجليزية)
- نيكولاس ثوربورن على موقع ديسكوغز (الإنجليزية)